# Louise af Toscana
Louise af Toscana (født 2. september 1870, død 23. marts 1947) var en tysk prinsesse, der var kronprinsesse af Sachsen som ægtefælle til den senere kong Frederik August 3. af Sachsen. Hun var datter af Storhertug Ferdinand 4. af Toscana og Alice af Bourbon-Parma. 

## Ægteskab og børn
Hun blev gift med den senere kong Frederik August 3, af Sachsen i 1891, med hvem hun fik 6 børn, 3 sønner og 3 døtre:
- Georg (1893 – 1943), kronprins af Sachsen
- Friedrich Christian (1893 – 1968), markgreve af Meißen
- Ernst Heinrich (1896 – 1971), prins af Sachsen
- Margarete Karola (1900 – 1962), prinsesse af Sachsen
- Maria Alix (1901 – 1990), prinsesse af Sachsen
- Anna (1903 – 1976), prinsesse af Sachsen

Deres to ældste sønner, Georg og Friedrich Christian blev født det samme år, 1893, men var ikke tvillinger. Georg blev født i januar, mens Friedrich Christian blev født i december.
I 1903 blev Louise skilt fra sin mand. Hun giftede sig igen fire år senere.